# Dirphys diablejo
Dirphys diablejo är en stekelart som beskrevs av Andrew Polaszek och Hayat 1992. Dirphys diablejo ingår i släktet Dirphys och familjen växtlussteklar.
Artens utbredningsområde är Peru. Inga underarter finns listade i Catalogue of Life.